# Montaione
Montaione es una localidad italiana de la ciudad metropolitana de Florencia, región de Toscana, con 3700 habitantes.

Ubicación de la ciudad de Montaione dentro de la provincia de Florencia.

## Evolución demográfica
| Gráfica de evolución demográfica de Montaione entre 1861 y 2001 |
|                                                                 |
| Fuente ISTAT - Elaboración gráfica por parte de Wikipedia       |